# Ester Peterson

Ester Peterson (um 1890)

Ester Peterson (* 16. Juli 1866 in Holkaberg (heute Teil der Gemeinde Ödeshög), Östergötland, Schweden; † 1960) war eine schwedische evangelisch-lutherische Missionarin und als Missionslehrerin die erste Missionarin der Leipziger Mission.

## Leben
Die Lehrerin Ester Peterson wurde im Jahr 1890 auf Anraten der schwedischen Missionsgesellschaft in den Dienst der Mission unter den Tamilen berufen. Ihre Ausstattung und ihr Aufenthalt wurden komplett von der schwedischen Missionsgesellschaft getragen. 
Peterson war die erste aus Leipzig gesandte Missionarin. Zwar gab es zuvor einige Ehefrauen von Missionaren, die mitwirkten und auch offiziell wahrgenommen wurden; jedoch taten sie das ohne Auftrag oder Mandat seitens der Leipziger Mission.
Sie leitete die Mädchenschule in Madurai in Südindien: So vermittelte sie indischen Frauen Bibelwissen, damit diese dann wiederum andere Frauen unterrichten konnten. 
1897 ging sie nach Coimbatore, 1901 wurde sie erneut nach Madurai versetzt. Ab 1907 wirkte sie drei Jahre in Pattukkottai – dort verstärkt in der Senanamission, der Missionsarbeit in den Gemächern indischer Frauen –, danach in Tirupatur. Im Laufe der Zeit wurde Ester Peterson stärker als Missionarin der schwedischen Diözese wahrgenommen.
1926 trat sie nach 36 Jahren Dienst in den Ruhestand und arbeitete weiter in der Senanamission in Madurai sowie nach einem Aufenthalt in Schweden in Trichinopoly (Tiruchirappalli). 
Laut einer Quelle kehrte Peterson 1932 in ihre schwedische Heimat zurück. Laut anderer Quelle erwarb sie nach ihrem Ruhestand das Frieda Cottage in Kodaikanal und einen weiteren Bungalow in Thirupathur, wo sie bis zu ihrem Tod im Jahr 1960 lebte.

## Damalige gesellschaftliche Situation
Zu jener Zeit war es nicht üblich, dass Frauen in leitenden Positionen tätig waren – und somit auch nicht im Ausland. Die von der Leipziger Mission ausgesandten Missionare durchliefen eine bis zu sechsjährige Ausbildung im Missionsseminar – bis dahin war die Ausbildung von Frauen in keiner Weise vorgesehen. 
Ein Zitat von Julius Hardeland, Direktor der Leipziger Mission zu dieser Zeit, veranschaulicht das damalige Gesellschaftsbild: Hardeland verwies auf die Bibel und darauf, dass „Jesus (…) nur Jünger ausgesandt“ habe und „Frauen auszusenden (…) ein unmöglicher Gedanke“ sei.
Die evangelisch-lutherische Kirche in Schweden gehörte zu den langjährigen, festen Unterstützern der Leipziger Mission, die 1836 als erste lutherische Missionsgesellschaft Europas in Dresden gegründet wurde. Offenbar waren die schwedischen Lutheraner nach heutigem Verständnis in puncto Gleichberechtigung für Frauen weiter als die meisten Institutionen und Gesellschaften damaliger Zeit. 
So konnten sie sich mit ihrem Einfluss bei der Mission in Leipzig und mit dem Angebot der komplett schwedischen Finanzierung der Mission der Ester Peterson durchsetzen – und legten somit den Grundstein für die von da an mehr und mehr selbstverständlich werdende Entsendung von Frauen in Missionen. Es liegt somit der Schluss nahe, dass dieser Impuls aus Schweden einer der ersten dokumentierten Erfolge zur – wie man es heute formulieren würde – tatsächlichen beruflichen Gleichstellung von Frauen mit nachhaltiger Wirkung bis heute gewesen sein mag.

## Würdigungen
- 1940 veranstaltete die Leipziger Mission eine Feierstunde anlässlich von 50 Jahren Frauenmission. In einem Glückwunschschreiben an Ester Peterson hieß es:

„Wir haben von den Sorgen gehört, mit denen man damals an die Sache heranging. Wir haben uns aber auch dessen gefreut, daß Gott der Herr sich zu dem Schritt bekannt hat und Ihnen eine so lange Wirksamkeit in Indien schenkte. […] Sie konnten sehen, wie aus dem kleinen Anfang eine große Arbeit sich entwickelt hat. Wir könnten jetzt doch die Frauenmissionsarbeit gar nicht entbehren, ja nicht einmal mehr hinwegdenken.“

- Im September 2015 veranstaltete das Leipziger Missionswerk zum Thema „Grenzgängerinnen – Frauen mit einer Mission“ das Seminar „Es begann mit Ester Peterson – Frauen im Dienst der Leipziger Mission“. Damit würdigte es Ester Peterson, die 1890, also 125 Jahre zuvor, als erste Frau überhaupt im Missionsdienst unterwegs war.[6]

## Publikationen
- Ester Peterson: Besuche in Frauengemächern in Madura. Aus dem Schwedischen übersetzt. 21 Seiten, Reihe Indische Lotosblumen Nr. 1, Verlag der Ev.-luth. Mission, Leipzig 1899
- Publikationen in Schwedisch:
  - Bland kvinnor och barn i Indien (= Unter Frauen und Kindern in Indien).
  - Fångenskap och frihet – en skildring från Indien (= Gefangenschaft und Freiheit – eine Darstellung aus Indien).
  - Några drag ur Zenanaverksamheten i Madura – Våra svenska kvinnor tillegnad af Ester P.
  - Oxpojken Manikam och springoxen Völlappen.[7]